# Раймина
Раймина (Ройминка) — река в России, протекает в Городецком и Ковернинском районах Нижегородской области. Устье реки находится в 77 км по правому берегу реки Узола. Длина реки составляет 10 км.
Исток реки у деревни Тонково в 17 км к северо-востоку от Ковернина. Река течёт на юго-восток, протекает деревни Тонково, Воротилово, Виноградово, Новопокровское, Мокушино, Прокурино. Впадает в Узолу у деревни Роймино.

## Данные водного реестра
По данным государственного водного реестра России относится к Верхневолжскому бассейновому округу, водохозяйственный участок реки — Волга от Горьковского гидроузла и до устья реки Ока, речной подбассейн реки — Волга ниже Рыбинского водохранилища до впадения Оки. Речной бассейн реки — (Верхняя) Волга до Куйбышевского водохранилища (без бассейна Оки).
По данным геоинформационной системы водохозяйственного районирования территории РФ, подготовленной Федеральным агентством водных ресурсов:
- Код водного объекта в государственном водном реестре — 08010300512110000017299
- Код по гидрологической изученности (ГИ) — 110001729
- Код бассейна — 08.01.03.005
- Номер тома по ГИ — 10
- Выпуск по ГИ — 0